# Željeznička pruga Fülöpszállás – Kečkemet
Željeznička pruga Fülöpszállás-Kečkemet je željeznička prometna linija Mađarskih državnih željeznica (MÁV-a) br. 152. Prolazi područjem Male Kumanije.
Otvorena je za promet 27. listopada 1895. godine. Bila je duga 38,1 km i spajala je Kečkemet s prugom Budimpešta-Zemun.
Od 4. ožujka 2007. njome ne ide putnički prijevoz.
Nije elektrificirana.
Dužina dionice je 43 km, a širina tračnica je 1435 mm.
Ograničenje brzine na ovoj pruzi je 60 km/h.
Na ovoj se pruzi 30. siječnja 1973. dogodila tragedija. Kod Korhánköza se zbio sudar na neoznačenom pružnom prijelazu. 37 putnika je stradalo.